# York—Peel
Pour les articles homonymes, voir York (homonymie) et Peel.
Circonscription électorale fédérale du Canada
York—Peel est une circonscription électorale fédérale de l'Ontario représentée de 1979 à 1988.
La circonscription de York—Peel apparait en 1976 à partir de Peel—Dufferin—Simcoe, York-Nord et de York—Simcoe. Abolie en 1987, elle est redistribuée parmi Halton—Peel, Markham, York-Nord et York—Simcoe.

## Géographie
En 1979, la circonscription de York—Peel comprenait :
- Une partie de la municipalité régionale de Peel, incluant Caledon
- Une partie de la municipalité régionale d'York
  - Les cantons d'East Gwillimbury et King (en)
  - Les villes d'Aurora, Newmarket et Whitchurch-Stouffville

## Députés
| Législature                                                                    | Années                                                                         | Député                                                                         | Député                                                                         | Parti                                                                          |
| Brampton—Georgetown issue de Peel—Dufferin—Simcoe, York-Nord et de York—Simcoe | Brampton—Georgetown issue de Peel—Dufferin—Simcoe, York-Nord et de York—Simcoe | Brampton—Georgetown issue de Peel—Dufferin—Simcoe, York-Nord et de York—Simcoe | Brampton—Georgetown issue de Peel—Dufferin—Simcoe, York-Nord et de York—Simcoe | Brampton—Georgetown issue de Peel—Dufferin—Simcoe, York-Nord et de York—Simcoe |
| ------------------------------------------------------------------------------ | ------------------------------------------------------------------------------ | ------------------------------------------------------------------------------ | ------------------------------------------------------------------------------ | ------------------------------------------------------------------------------ |
| 31e                                                                            | 1979–1980                                                                      |                                                                                | Sinclair Stevens                                                               | Progressiste-conservateur                                                      |
| 32e                                                                            | 1980–1984                                                                      |                                                                                | Sinclair Stevens                                                               | Progressiste-conservateur                                                      |
| 33e                                                                            | 1984–1988                                                                      |                                                                                | Sinclair Stevens                                                               | Progressiste-conservateur                                                      |
| Redistribuée parmi Halton—Peel, Markham, York-Nord et York—Simcoe              |                                                                                |                                                                                |                                                                                |                                                                                |